# 两岸经贸文化论坛
兩岸經貿文化論壇，俗稱國共論壇、國共平台，由中國國民黨和中國共產黨根據2005年中國國民黨和平之旅的會談決議，聯合主辦的活動。旨在以推動九二共識為前提，促進台灣海峽兩岸彼此之間經濟、貿易、文化等交流與對話。在2008年中國國民黨執政後，被質疑決策過程不透明，故民主進步黨批評為中國的統戰工具。

## 背景
2005年4月，中國國民黨主席連戰出訪中國大陸，與中國共產黨中央委員會總書記胡錦濤會面，結束兩黨長達60年的對立並达成五点共识：
1. 在认同九二共识的基础上促进恢复两岸谈判；
2. 促进终止敌对状态，达成和平协议；
3. 促进两岸在经贸交流和共同打击犯罪等方面建立合作机制，推进双向直航、三通和农业交流；
4. 促进扩大台湾国际空间的谈判；
5. 建立国共两党定期沟通平台。

根據第五點共識，國共兩黨決定設立兩岸論壇，以加強兩岸合作交流。

## 歷史
- 2016年4月，原中國國民黨秘書長李四川及黨務主管離職前提出「黨務革新報告」，明確建議「取消國共論壇大拜拜機制」，改以具體兩岸議題的交流為主[4]。

### 更換名稱
- 前两届名为“两岸经贸论坛”，2007年第三届起更名“兩岸經貿文化論壇”[5]。
- 2016年10月，經過國共兩黨共同協商，決定將兩岸經貿文化論壇更名為「兩岸和平發展論壇」，恰巧與2009年台灣民間數十個認同九二共識的民間團體合組的「兩岸和平發展論壇」同名[6][7]。
- 据中國國民黨主席吳敦義称，2018年若举办，可能更名為「兩岸論壇」[8][9]。

### 辦理場次
歷次辦理時間如下
- 第1屆（2006年4月23日）
- 第2屆（2006年10月25日）
- 第3屆（2007年4月30日）
- 第4屆（2008年12月23日）
- 第5屆（2009年7月13日）
- 第6屆（2010年7月15日）
- 第7屆（2011年5月12日）
- 第8屆（2012年7月31日）
- 第9屆（2013年10月30日）
- 第10屆（2015年5月6日）
- 第11屆（2016年11月2日[11][12]）

## 反應
2006年4月，中华民国行政院大陆委员会对国共举办「两岸经贸论坛」发表声明。
2009年7月，民主進步黨中央執行委員會決議，禁止曾任或現任黨公職的黨員出席兩岸經貿文化論壇，違者依黨紀處分；民進黨黨員范振宗、許榮淑執意出席兩岸經貿文化論壇，於2009年7月27日被民進黨開除黨籍。
吳敦義就任中国國民黨主席後，國共論壇的举办久未敲定。吳敦義因是卸任副元首，受「國家機密保護法」要求，3年内出訪需经總統府审核和书面批准。
2019年5月，中华民国立法院对《國家機密保護法》修法，出境管制期限从3年改为最少3年、可再延長最多3年，吳敦義随后递交申请，后被總統府告知自己出境管制期已自今年五二○後再延長二年，又驳回申请，无缘赴大陆參加國共論壇。国民党高層讨论认为吳敦義無法出席后意义不大，决定今年不舉辦國共論壇，将由國民黨大陸事務部主任赴大陆说明此事。